# Érythème pigmenté fixe
 (septembre 2016).
Si vous disposez d'ouvrages ou d'articles de référence ou si vous connaissez des sites web de qualité traitant du thème abordé ici, merci de compléter l'article en donnant les références utiles à sa vérifiabilité et en les liant à la section « Notes et références ».
L'érythème pigmenté fixe est une lésion dermatologique ayant l'aspect d'une tache brune ovalaire, bien limitée, unique mais parfois multiple. Initialement, la tache était érythémateuse.
Cette lésion est une toxidermie pure ; c'est la seule dermatose dont l'origine est toujours médicamenteuse : à chaque prise du même médicament, la tache devient érythémateuse, prurigineuse, infiltrée, parfois elle prend l'aspect d'une authentique bulle. À l'arrêt de la prise du médicament, la tache redevient brune et dure plusieurs années.
L'EPF est dû à une réaction localisée de cytotoxicité de cellules T CD8 positives, entraînant une activation et une souffrance des kératinocytes qui expriment intercellular adhesion molecule (ICAM)-1 (CD54).